# Vůz BRn790 ČD
Přípojné vozy řady BRn790, známé také jako BRam či 055 jsou již v pravidelném provozu nepoužívané přípojné vozy Českých drah 2. třídy s restauračním oddílem. Původně byly určeny k provozu s motorovými vozy M 296.2 a M 296.1 (853 a 852) na mezinárodních i vnitrostátních rychlících. Všechny tyto vozy (000–010) vyrobila v roce 1969 moravskoslezská Vagonka Studénka.

## Popis
Čtyřnápravový vůz má 24 míst pro sedící cestující ve třech fiktivních oddílech, dále má 24 míst v restaurační části ve třech fiktivních oddílech, zbytek vozu zabírá kuchyňka. Topení je teplovodní naftové, teplovzdušné v kuchyňce. Maximální povolená rychlost je 120 km/h.

## Provoz
Z 11 vozů bylo pět (č. 000–004) určeno pro provoz na mezinárodních rychlících (tyto vozy splňovaly předpisy RIC), zbývajících vozů sloužilo pouze k vnitrostátnímu provozu. Mimo jiné byly tyto vozy řazeny i na známém expresu Vindobona. Jejich poslední pravidelné nasazení bylo v GVD 1992/1993 na rychlíku 512/513 Bezdrev. Z 11 vozů se dodnes většina dochovala. Některé vozy slouží jako jídelny pro zaměstnance Českých drah, jeden vlastní ČD Cargo. Některé vozy jsou ve velice špatném stavu.
Jediný provozní vůz BRn790 ve vlastnictví Českých drah (č. 001) slouží jako exponát v železničním muzeu v Lužné u Rakovníka, případně při nostalgických jízdách.